# Он (Валле-д'Аоста)
Он (фр. Hône) — муніципалітет в Італії, у регіоні Валле-д'Аоста.
Он розташований на відстані близько 570 км на північний захід від Рима, 35 км на південний схід від Аости.
Населення — 1159 осіб (2014).
Щорічний фестиваль відбувається 23 квітня. Покровитель — Святий Юрій.

## Демографія
Населення за роками:

Станом на 1 січня 2023 року в муніципалітеті офіційно проживали 72 іноземці з 13 країн, серед них 37 громадян країн Євросоюзу.

## Сусідні муніципалітети
- Арна
- Бар
- Доннас
- Понбозе